# Giuseppe Regaldi
Giuseppe Regaldi (Novara, 18 novembre 1809 – Bologna, 14 febbraio 1883) è stato un poeta e scrittore italiano.

## Biografia
Giuseppe Regaldi studiò Giurisprudenza a Torino, ebbe un insuccesso a un esame, ma ottenne immediatamente un grande successo come improvvisatore (1833). In questa veste fece diversi viaggi; fu espulso da Milano nel 1834, da Parma nel 1835 come sovversivo e quindi continuò il suo viaggio artistico recandosi in Francia nel 1839.
Qui fu ascoltato per la prima volta in pubblico a Marsiglia, poi a Parigi, e suscitò l'entusiasmo degli applausi dei francesi con la sua ode Il salice di Sant'Elena. Joseph Autran e Alphonse de Lamartine gli scrissero dei versi, Victor Hugo e Edgar Quinet lo incoraggiarono.
Ritornato in Italia, Regaldi visse prima a Napoli e in Sicilia, nel 1849 divenne politicamente sospetto e imprigionato per un breve periodo; poi intraprese un grande viaggio nell'Oriente e in Grecia.
Dopo il suo ritorno a casa (1853) si stabilì in Piemonte, poi nel 1860 ottenne una cattedra di storia al Liceo di Parma, nel 1862 lo stesso insegnamento all'Università degli Studi di Cagliari, infine nel 1866 all'Università di Bologna dove morì all'età di 73 anni.

## Opere
Le poesie di Regaldi, pubblicate in stampa, che mostrano una ricca vena poetica e un grande slancio retorico, e sono solitamente dedicate ai grandi pensieri e interessi della vita della gente, spesso traendo le loro motivazioni dalla vita della natura, sono le seguenti:
- La guerra, Torino, 1832
- Canti lirici editi e inediti, Voghera, 1834
- Poesie estemporanee e pensate, Voghera e Torino, 1839
- Canti, Napoli, 1840
- Canti nazionali (due volumi), Napoli, 1841
- A Vittorio Alfieri (testo inno composto da Giuseppe Cotti), 1848
- La Bibbia, Zante, 1852
- Canti e prose (due volumi), Torino, 1861-1862
- L'acqua, (Poesia d'insegnamento), Torino, 1878

Regaldi ha pubblicato in prosa, oltre a una descrizione del suo viaggio in Oriente, La Dora (2ª ed., Torino 1867), poi Storia e letteratura,  (Livorno 1879). Poesie scelte apparse a Firenze nel 1874 e nel 1894.
Canti lirici editi e inediti e La Bibbia furono inseriti nel 1852 nel Index librorum prohibitorum.